# 神戸市立蓮池小学校
神戸市立蓮池小学校（こうべしりつ はすいけしょうがっこう）は、兵庫県神戸市長田区大谷町1丁目に所在する公立小学校。

## 沿革
- 1926年（大正15年）4月1日 - 神戸市立蓮池尋常小学校として開校（東須磨尋常小学校・長田尋常小学校・神楽尋常小学校より分離）
- 1930年（昭和5年）9月1日 - 板宿尋常小学校開校による校区変更
- 1941年（昭和16年）4月1日 - 神戸市立蓮池国民学校と改称
- 1947年（昭和22年）4月1日 - 神戸市立蓮池小学校と改称
- 1961年（昭和36年）4月1日 - 神戸市立五位の池小学校に伴う校区分離

## 通学区域
- 神戸市長田区[1]
  - 御屋敷通1～5丁目、水笠通1～6丁目、西代通1～3丁目、戸崎通1・2丁目、庄山町1丁目(3番)、山下通1～3丁目、大谷町1丁目・2丁目(1～8番)・3丁目(18・19番9～16号・20～24番を除く)、松野通1～4丁目

※卒業後は基本的に神戸市立西代中学校に進学する。

## 交通
- 阪神神戸高速線 西代駅より徒歩1分

## 通学区域が隣接している学校
- 神戸市立五位の池小学校
- 神戸市立池田小学校
- 神戸市立長田南小学校
- 神戸市立真陽小学校
- 神戸市立駒ケ林小学校
- 神戸市立だいち小学校
- 神戸市立板宿小学校